# 호적법
호적법(戶籍法)은 호적에 관한 사항을 규정하기 위해 제정한 법률이다. 1960년 1월 1일부터 시행되었고, 2008년 1월 1일 가족관계 등록 등에 관한 법률이 시행되면서 폐지되었다.

## 같이 보기
- 호적
- 가족관계 등록 등에 관한 법률